# Kleine andesgierzwaluw
De kleine andesgierzwaluw (Aeronautes montivagus) is een vogel uit de familie Apodidae (gierzwaluwen).

## Verspreiding en leefgebied
Deze soort komt voor van Venezuela tot noordwestelijk Argentinië en telt twee ondersoorten:
- A. m. montivagus: van noordelijk Venezuela zuidelijk tot noordelijk Bolivia en noordwestelijk Argentinië.
- A. m. tatei: zuidelijk Venezuela en noordelijk Brazilië.